# Natalija Masepa-Sinhalewytsch
Natalija Masepa-Sinhalewytsch (ukrainisch Наталія Мазепа-Сінгалевич; * 1882 in Kamjanez-Podilskyj, Gouvernement Podolien, Russisches Kaiserreich; † 14. Februar 1945 in Prag, Protektorat Böhmen und Mähren) war eine ukrainische Bakteriologin und politische Aktivistin.

## Leben
Natalija Masepa-Sinhalewytsch kam in der Stadt Kamjanez-Podilskyj im Süden der heutigen ukrainischen Oblast Chmelnyzkyj zur Welt. Sie studierte am Medizinischen Institut für Frauen (russisch Санкт-Петербургский женский медицинский институт) in Sankt Petersburg und war dort, wie auch ihr zukünftiger Ehemann Issaak Masepa, von 1907 an aktives Mitglied der Revolutionären Ukrainischen Partei/Ukrainischen Sozialdemokratischen Arbeiterpartei (USDRP). Nach ihrer Hochzeit mit Issaak Masepa in Sankt Petersburg wurde sie dort am 9. Februar 1910 Mutter der späteren venezolanischen Künstlerin und Illustratorin Halyna Masepa-Kowal (Галина Мазепа-Коваль; † 30. Juni 1995).
1915 zog die Familie Masepa nach Jekaterinoslaw, dem heutigen Dnipro, wo Natalija als Privatärztin tätig war und auch dort verblieb, als ihr Mann in der Ukrainischen Volksrepublik in hohen politischen Ämtern war. Nachdem die Bolschewiki 1919 die Macht in Jekaterinoslaw übernommen hatten, lebte sie bis zum Frühjahr 1921 in Feodossija auf der Krim sowie im Donbass und kehrte dann nach Jekaterinoslaw zurück, wo sie als Bakteriologin tätig war.
Im Herbst 1921 floh sie mit ihrer Familie über die sowjetisch-polnische Grenze nach Lemberg in die entstehende Zweite Polnische Republik und zog von dort aus 1923 ins tschechoslowakische Prag. Dort war sie bis 1944 als Professorin am Ukrainischen Technischen und Wirtschaftlichen Institut tätig. Außerdem publizierte sie ein Lehrbuch auf Ukrainisch und veröffentlichte Artikel zur Bakteriologie in tschechoslowakischen Fachzeitschriften.
Während des amerikanischen Luftangriffs auf Prag am Aschermittwoch 1945 kam Natalija Masepa-Sinhalewytsch, zusammen mit ihren Enkeln Wolodymyr und Juri, den Söhnen ihrer Tochter Halyna, ums Leben.